# 잭 맥고런

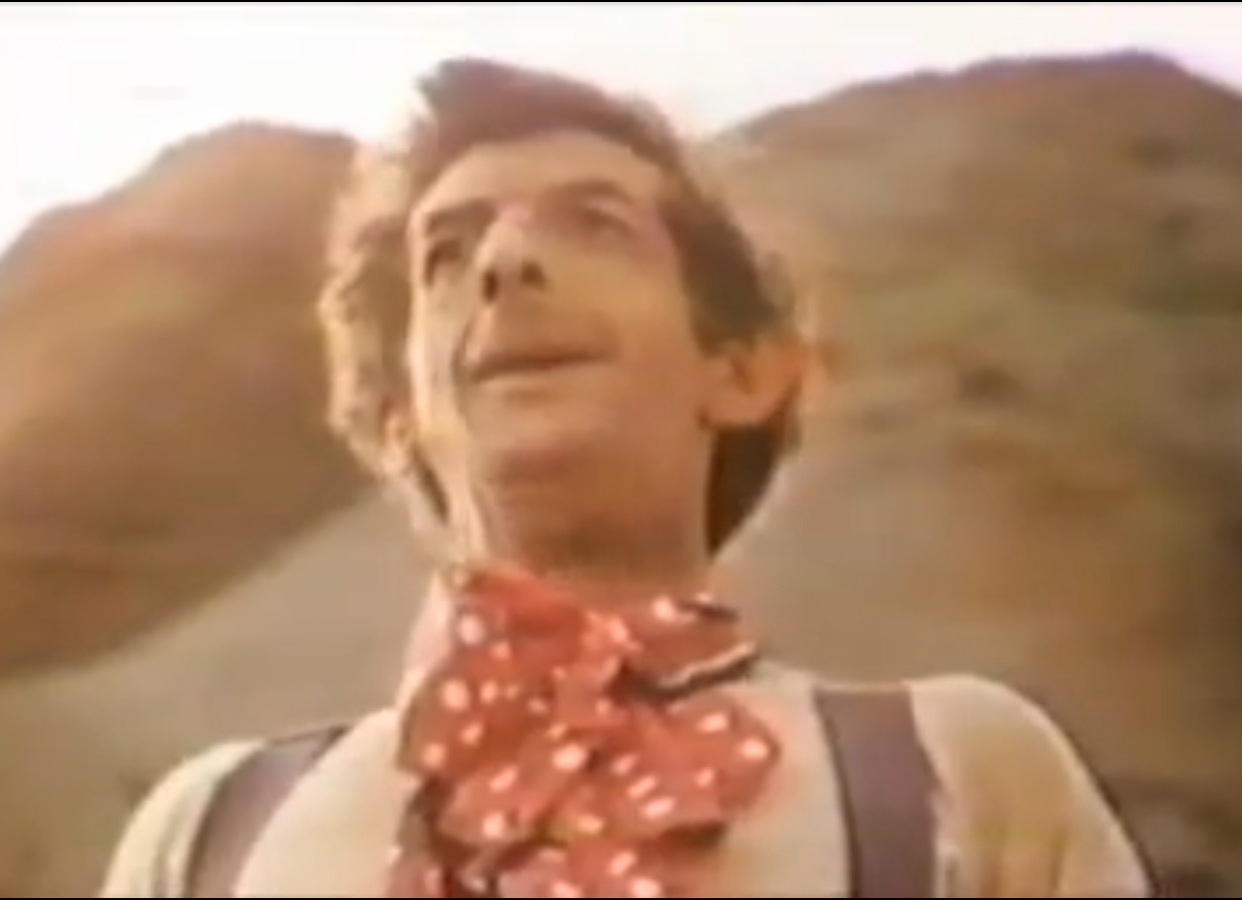

잭 맥고런(Jack MacGowran, 1918년 10월 13일 ~ 1973년 1월 31일)은 아일랜드의 배우이다.
더블린에서 태어났으며 뉴욕에서 사망하였다. 사인은 인플루엔자이다.

## 영화
- 엑소시스트 (1973년) - 버크 데닝스 역
- 리어 왕 (1971년)
- 스타트 더 레볼루션 위다웃 미 (1970년)
- 에이지 오브 컨센트 (1969년)
- 원더월 (1968년) - Prof. 오스카 콜린스 역
- 하우 아이 원 더 워 (1967년)
- 박쥐성의 무도회 (1967년) - 아브론시우스 교수 역
- 막다른 골목 (1966년) - 엘비 역
- 로드 짐 (1965년)
- 영 캐시디 (1965년)
- 톰 존스의 화려한 모험 (1963년)
- 클레그 선장 (1962년)
- 블라인드 데이트 (1959년)
- 거대한 바다 괴물 (1959년)
- 세가지 약속 (1959년)
- 마누엘라 (1957년)
- 라이징 오브 더 문 (1957년)
- 말 없는 사나이 (1952년)